# أريغارون رخو الأزهار
أريغارون رخو الأزهار (الاسم العلمي: Erigeron laxiflorus) هو نوع من النباتات يتبع جنس الأريغارون من الفصيلة النجمية.